# Pancryptista
A Pancryptista a Cryptistát és a Microheliellát tartalmazó taxon.

## Morfológia
Legtöbb tagjának legfeljebb 2 ostora van. Ejektoszómái térfogatuk jelentős részét kitöltik. A Tetrahelia és a Microheliella mitokondriális cristái csőszerűek, míg a Cryptophytáéi és a Palpitomonaséi laposak. A Cryptista átmeneti zónájában 1–3 lemez lehet, de csak az alsó átmeneti lemez.

## Élőhely
A Microheliella és a Tetrahelia alacsony sótartalmú vizekben él, előbbi torkolatokban, utóbbi mangrovemocsarakban.

## Történet
A Cryptistát 1989-ben írta le először Thomas Cavalier-Smith, majd többször finomítottak meghatározásán. 2019-es csomópontalapú definíciója szerint a Cryptomonas, a Goniomonas, a Katablepharis és a Palpitomonas utolsó közös őséből elágazó klád, és nem használható a neve az olyan csoportokra, melyeknek tagja például a Telonema subtile, a Gephyrocapsa huxleyi, a Chlamydomonas reinhardtii vagy a Glaucocystis nostochinearum.:82
Egy bazális faját, a Palpitomonas bilixet 2010-ben írták le Yabuki, Inagaki és Ishida, a Microheliella marist Cavalier-Smith és Chao 2012-ben írták le.
Cavalier-Smith et al. 2018-as tanulmányában a Microheliella, a Telonema és a Picomonas által alkotott Corbihelia monofíliáját mutatták ki 84% valószínűséggel, és hogy a Minchinia a Cryptista tagja. Ez utóbbiról azonban kiderült, hogy a Rhizaria Endomyxa törzsének tagja.
Adl et al. és Burki et al. 2019-es tanulmányaiban nem szerepelt a Pancryptista mint rendszertani csoport, a Microheliella maris ismeretlen helyzetűként (incertae sedis) szerepelt.
2022-ben megjelent tanulmányában Thomas Cavalier-Smith a Cryptistában létrehozta az Endohelia altörzset a 2012-ben létrehozott Endohelea számára, ide a Microheliella mellett a Tetrahelia pterbica fajt sorolta.
2019-ben Yazaki et al. megállapították, hogy a M. maris annyira különbözik a Cryptistától, hogy annak nem tagja,:29 míg 2022-ben Yazaki et al. a M. marist a Cryptista testvércsoportjaként határozták meg 319, összesen 88 592 aminosavhelyből álló gén alapján. Ezenkívül megállapították, hogy az Archaeplastida a Pancryptista testvércsoportja, ez alapján létrehozva a Cam kládot.

## Életmód
A Cryptista bakterivor fagotróf vagy mixotróf élőlényekből áll, a Microheliella maris fagotróf.

## Filogenetika

### Külső
Yazaki et al. 2022-ben a Pancryptista és az Archaeplastida egyesítésével létrehozták a Cam kládot. A Diaphoretickesen belül így helyezkedik el.
|  | Provora                                           |
|  |                                                   |
|  | \| \| Haptista \| \| \| \| \| \| Tsar \| \| \| \| |
|  |                                                   |
|  | Haptista                                          |
|  |                                                   |
|  | Tsar                                              |
|  |                                                   |

|  | Haptista |
|  |          |
|  | Tsar     |
|  |          |

| Pancryptista | \| \| Cryptista \| \| \| \| \| \| Microheliella maris \| \| \| \| |
|              | \| \| Cryptista \| \| \| \| \| \| Microheliella maris \| \| \| \| |
|              | Archaeplastida                                                    |
|              |                                                                   |
|              | Cryptista                                                         |
|              |                                                                   |
|              | Microheliella maris                                               |
|              |                                                                   |

|  | Cryptista           |
|  |                     |
|  | Microheliella maris |
|  |                     |

|  | Provora                                           |
|  |                                                   |
|  | \| \| Haptista \| \| \| \| \| \| Tsar \| \| \| \| |
|  |                                                   |
|  | Haptista                                          |
|  |                                                   |
|  | Tsar                                              |
|  |                                                   |

|  | Haptista |
|  |          |
|  | Tsar     |
|  |          |

| Pancryptista | \| \| Cryptista \| \| \| \| \| \| Microheliella maris \| \| \| \| |
|              | \| \| Cryptista \| \| \| \| \| \| Microheliella maris \| \| \| \| |
|              | Archaeplastida                                                    |
|              |                                                                   |
|              | Cryptista                                                         |
|              |                                                                   |
|              | Microheliella maris                                               |
|              |                                                                   |

|  | Cryptista           |
|  |                     |
|  | Microheliella maris |
|  |                     |

### Belső
319, összesen 88 592 aminosavhelyből álló gén maximális valószínűségen alapuló GlobE-elemzése alapján Yazaki et al. 2022-ben az alábbi elrendezést mutatták ki:
|           | Microheliella maris                                      |
|           |                                                          |
| Cryptista | \| \| Palpitia \| \| \| \| \| \| Cryptophyta \| \| \| \| |
|           | \| \| Palpitia \| \| \| \| \| \| Cryptophyta \| \| \| \| |
|           | Palpitia                                                 |
|           |                                                          |
|           | Cryptophyta                                              |
|           |                                                          |

|  | Palpitia    |
|  |             |
|  | Cryptophyta |
|  |             |

## Genomika

### Magi
Curtis et al. szekvenálták a Guillardia theta magi genomját. Nem ismert, hogy a Palpitomonas bilix rendelkezik-e holocitokróm c-szintázzal, sem az, hogy a Katablepharidaceae vagy a Goniomonada rendelkeznek-e citokróm c-maturázzal.

### Mitokondriális
A Palpitomonas bilix ősi citokróm c-maturázzal rendelkezik, genomszerkezete viszont levezetett tulajdonság. Kevés Pancryptista-mitogenomot szekvenáltak: két Cryptophyta-faj mellett a P. bilix genomját szekvenálták. Ez utóbbi közel 76 kbp hosszú lineáris genom, ebből mintegy 16 kbp „egyszer ismétlődő régióban” van, 60 kbp viszont két egymással ellentétes irányú azonos 30 kbp-os régióban. E genom tartalmaz ccmA–ccmC és ccmF citokróm c-maturáz-géneket.